# هارون بلات
هارون بلات (بالإنجليزية: Aaron Platt)‏ هو مصور سينمائي ومخرج أمريكي، ولد في 9 يونيو 1981.

## وصلات خارجية
- هارون بلات على موقع IMDb (الإنجليزية)
- هارون بلات على موقع ألو سيني (الفرنسية)
- هارون بلات على موقع أول موفي (الإنجليزية)
- هارون بلات على موقع قاعدة بيانات الأفلام السويدية (السويدية)
- هارون بلات على موقع قاعدة بيانات الفيلم (الإنجليزية)
- هارون بلات على موقع كينوبويسك (الروسية)